# Koreanischer Offiziershelm
Ein Koreanischer Offiziershelm ist eine Schutzwaffe aus Korea.

## Beschreibung
Ein Koreanischer Offiziershelm besteht aus verschiedenen Materialien. Die Helmglocke ist aus Leder, das mit einem Lack überzogen ist. Oben auf dem Helm ist eine durchbrochene Messingverzierung angebracht, die von chinesischen Helmen übernommen wurde. Bei den chinesischen Helmen diente diese zur besseren Befestigung der langen Pferdehaare, die für den Helmbusch benutzt wurden, beim koreanischen Helm ist sie lediglich ein Zierrat. Bei manchen Versionen ist auf dieser Zier eine kurze Stange angebracht, auf der ein kurzes, farbiges Haarbüschel angebracht wird. Am unteren Rand der Helmglocke verläuft ein Metallband, das mit der Glocke vernietet ist und diese zusätzlich stabilisiert. Am Vorderteil ist ein kleiner Schirm aus Messing angebracht sowie eine zierende Platte, die mit dem koreanischen Schriftzeichen für Langlebigkeit versehen ist. Die Wangen- und Nackenklappe sind ähnlich einer Rüstungs-Brigantine hergestellt. Sie bestehen aus Eisenplatten, die mit Seidenstoff überzogen und mit Fell eingefasst sind, die oft auch noch mit nieten- oder kreisförmigen Metallplättchen besetzt werden. Die Helmglocke ist mit Messingbeschlägen sowie mit aufgesetzten Drachenfiguren aus Silber geschmückt.